# Marat Garipow
Marat Garipow (ros. Марат Закирович Гарипов; ur. 17 września 1984) – kazachski i od 2016 roku brazylijski zapaśnik walczący w stylu klasycznym. Zajął czternaste miejsce na mistrzostwach świata w 2021. Brązowy medal mistrzostw Azji w 2010, a także mistrzostw panamerykańskich w 2018 i 2021. Trzeci w Pucharze Świata w 2009. Wicemistrz Azji juniorów z 2004 roku.